# 2013년 11월 죽음
다음은 2013년 11월에 사망한 저명한 인물 목록이다.
- 11월 1일 - 파키스탄의 이슬람주의자 하키물라 마흐수드
- 11월 5일 - 조선민주주의인민공화국의 정치인 김병률
- 11월 7일
  - 독일의 정치인 만프레트 로멜
  - 미국의 배우, 작가, 소설가 폴 맨티
  - 스페인의 배우 암파로 리베예스
- 11월 10일 - 중화인민공화국의 물리학자 장쩌자
- 11월 11일
  - 대한민국의 외교관, 정치인 박동진
  - 대한민국의 음악가 김기웅
  - 미국의 배우, 라디오 DJ 셜리 밋첼
- 11월 12일
  - 대한민국의 씨름인 박영배
  - 미국의 배우 알 루치오
- 11월 13일 - 미국의 모델, 배우 바버라 로렌스
- 11월 15일
  - 대한민국의 군인 채명신
  - 미국의 배우, 영화 프로듀서, 작가 믹키 녹스
- 11월 17일 - 영국의 작가 도리스 레싱
- 11월 19일 - 영국의 생화학자 프레더릭 생어
- 11월 21일 - 대한민국의 희극 배우 전영중
- 11월 23일
  - 대한민국의 교육자 박영식
  - 조선민주주의인민공화국의 군인 김영만
- 11월 25일
  - 미국의 재즈 드러머 치코 해밀턴
  - 영국의 축구인 빌 폴크스
- 11월 26일
  - 미국의 배우 토니 무선트
  - 파라과이의 축구인 카예타노 레
- 11월 27일
  - 브라질의 축구인 니우통 산투스
  - 일본의 교육학자, 심리학자 쇼치 사부로
- 11월 28일 - 캐나다의 배우, 성우 대니 웰즈
- 11월 30일
  - 대한민국의 국악인 임이조
  - 미국의 배우 폴 워커